# Блэкрок (Дун-Лэаре-Ратдаун)
Блэкрок (англ. Blackrock; ирл. An Charraig Dhubh, Ан-Харрать-Дув) — пригород в Ирландии, находится в графстве Дун-Лэаре-Ратдаун (провинция Ленстер). Население — 28 557 человек (2002, перепись).
Местная железнодорожная станция, относящаяся сразу к двум линиям, была открыта 17 декабря 1834 года.